# Slaget vid Cerignola
Slaget vid Cerignola var ett slag den 28 april 1503 mellan fransk/schweiziska och spanska trupper vid Cerignola, 30 kilometer från Adriatiska havets kust i Italien.

## Slaget
Slaget vid Cerignola brukar sägas vara det första slag som vanns av infanteri med eldhandvapen. Den erfarne spanske befälhavaren Gonzalo Fernández de Córdoba y Aguilar försökte avvärja en fransk invasion av södra Italien och hade kommit fram till att en liten armé av pikenerare och hakeskyttar var nyckeln till framgång på slagfältet. Ställd inför en övermäktig styrka av franskt pansrat kavalleri och schweiziska pikenerare förskansade han sitt manskap i sluttningen av en kulle som skyddades av ett dike och en jordvall. Där grupperade han sina hakeskyttar vid vallen med pikenerarna bakom. Fransmännen och schweizarna beslöt sig för en frontalattack i tron att en stormning skulle bryta igenom den bräckliga spanska linjen. När de hejdats av diket blev de nedskjutna av hakeskyttarna, vilkas eld var mycket verkningsfull på så nära håll. En av dem som föll var den franske ledaren, hertigen av Nemours. I rätt ögonblick beordrade Fernándes sina pikenerare och det lätta kavalleriet till motattack, och fienden krossades.
Allt det hakeskyttarna hade gjort kunde ha åstadkommits med bågskyttar, men den spanska segern förstärkte en växande tilltro till eldvapens som framtidens skjutvapen, då de var både mindre känsliga för förhållanden i fält och krävde betydligt mindre utbildning av skyttarna.